# جنگ ستارگان: سلحشوران جمهوری قدیم
جنگ ستارگان: سلحشوران جمهوری قدیم (انگلیسی: Star Wars: Knights of the Old Republic) یک بازی ویدئویی نقش‌آفرینی که ماجرای آن در جهان جنگ ستارگان جریان دارد. این بازی که توسط بایوور توسعه یافته و از سوی لوکاس‌آرتز منتشر شده‌است، در ۱۹ ژوئیهٔ ۲۰۰۳ برای ایکس‌باکس و در ۱۹ نوامبر ۲۰۰۳ برای مایکروسافت ویندوز عرضه شد. این بازی بعداً توسط آسپیر با سیستم‌عامل‌های مک اواس ایکس، آی‌اواس و اندروید سازگار شد و با توجه به قابلیت‌های سازگاری عقبرو بر روی کنسول‌های ایکس‌باکس ۳۶۰ و ایکس‌باکس وان، قابل اجرا است.
داستان سلحشوران جمهوری قدیم ۴٬۰۰۰ سال پیش از شکل‌گیری امپراتوری کهکشانی اتفاق می‌افتد. جایی که دارث ملک، یکی از اربابان تاریکی سیت، به وسیله سفینه اصلی خود به یک سفینه کوچک جمهوری کهکشانی بر فراز سیاره تاریس حمله‌ور می‌شود. شخصیت تحت‌کنترل بازیکن، باید به‌عنوان یک جدای برای پیدا کردن چندین نقشه ستاره ای سفرهای پرخطری به سیاره‌های موجود در کهکشان داشته‌باشد تا بتواند مکان دقیق کارخانه تسلیحاتی دارث ملک را پیدا کرده و از این طریق از پایه‌گذاری امپراتوری اش جلوگیری کند. بازیکنان شخصیت خود را از میان سه کلاس شخصیتی (پیشاهنگ، سرباز یا اوباش) انتخاب کرده و این شخصیت را در ابتدای بازی سفارشی‌سازی می‌کنند و سپس وارد مبارزه‌های مبتنی بر مرحله‌بندی با دشمنان می‌شوند. در میان تعامل با شخصیت‌های دیگر و اتخاذ تصمیم‌های تأثیرگذار بر روند داستان، بازیکنان می‌توانند امتیازات «سمت تاریک» یا «سمت روشن» را کسب کنند و سامانهٔ ترازبندی تشخیص خواهد داد که در شخصیت بازیکن در سمت تاریک نیرو قرار دارد یا سمت روشن آن.
کارگردانی این بازی بر عهدهٔ کیسی هادسون، طراحی آن بر عهدهٔ جیمز اولن و نویسندگی آن بر عهدهٔ درو کارپیشین بوده‌است. لوکاس‌آرتز خواستار یک بازی وابسته به عنوان جنگ ستارگان: قسمت دوم – حمله کلون‌ها، یا یک بازی که ماجرای آن مربوط به هزاران سال پیش از پیش‌درآمدها شد. این تیم گزینهٔ دوم را انتخاب کردند؛ چرا که معتقد بودند آزادی عمل بیشتری برای خلاقیت در ساخت آن خواهند داشت. اد اسنر، اتان فیلیپس و جنیفر هیل برای صداپیشگی شخصیت‌های بازی استخدام شدند و جرمی سول نیز موسیقی متن بازی را تنظیم کرد. عرضهٔ این بازی که در سال ۲۰۰۰ معرفی شد، پیش از انتشار در سال ۲۰۰۳ چندین با به تعویق افتاد.
این بازی در زمان انتشار مورد تحسین منتقدین قرار گرفت و منتقدین شخصیت‌ها، داستان و صداگذاری این بازی را تحسین کردند. این بازی برای دریافت جوایز متعددی نامزد شد و به‌عنوان بهترین بازی ویدئویی ساخته‌شده در نظر گرفته‌شد. به پیشنهاد بایوور، دنباله‌ای برای این بازی تحت عنوان جنگ ستارگان: سلحشوران جمهوری قدیم ۲ – اربابان سیت توسط آبسیدین انترتینمنت توسعه یافت و در سال ۲۰۰۴ عرضه شد. داستان این سری بازی با انتشار بازی جنگ ستارگان: جمهوری قدیم، که یک بازی نقش‌آفرینی برخط چندنفره گسترده توسعه‌یافته توسط بایوور بود، ادامه پیدا کرد.